# 馬自達鏑

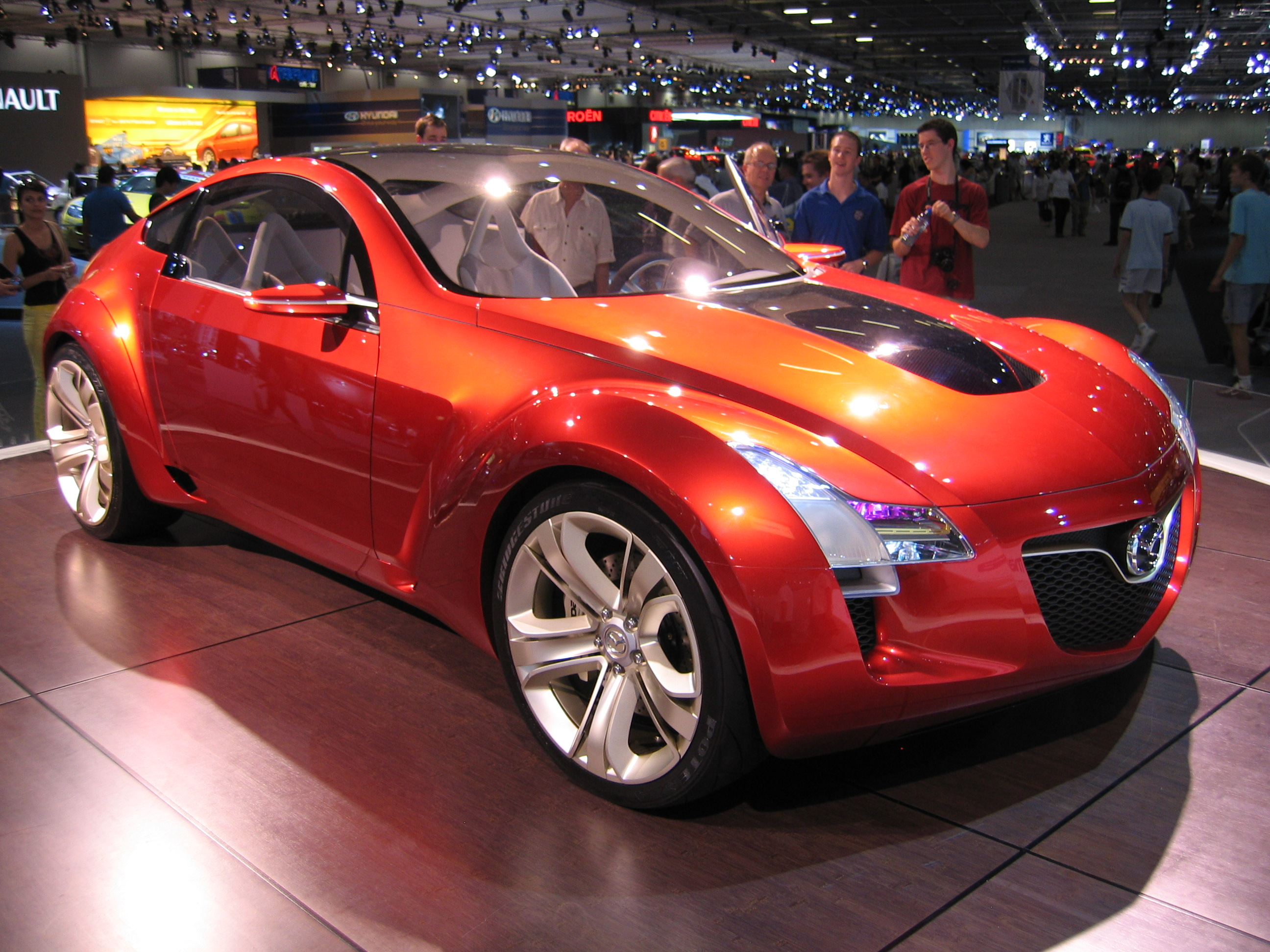
馬自達鏑

馬自達鏑（日语：マツダ・鏑〔かぶら〕；Mazda Kabura）是一款由日本馬自達公司設計的概念車。「鏑」字源自日語中的鏑矢，是一種用來發出信號的響箭，以傳達開戰訊息。

## 概要
馬自達鏑由該公司北美設計總監法蘭茲·范·霍爾茲豪森（Franz von Holzhausen）主導設計，該款車於2006年的底特律國際車展上公開發表。如同馬自達MX-5和馬自達RX-8一般，該款車採取前置引擎、後輪驅動的配置，外型設計類似馬自達RX-8。但吊詭的是，座位安排卻是3+1，比傳統雙門跑車增加更大的座位空間。另外，所有座椅都可以平折以裝載其他物品。
馬自達鏑配備2,000C.C. MZR DOHC十六汽門引擎，前輪採用普利司通Potenza 245/35R19輪胎，後輪尺寸則為245/35R20。車頂後半部設置了太陽能電池，以便供電給空調系統。

## 車輛規格
- 車長：4,050mm
- 車寬：1,780mm
- 車高：1,280mm
- 軸距：2,550mm
- 引擎：2.0L直列四缸DOHC十六汽門MZR型引擎
- 變速系統：六速手排變速
- 懸吊系統：前：雙叉骨式；後：多連桿式

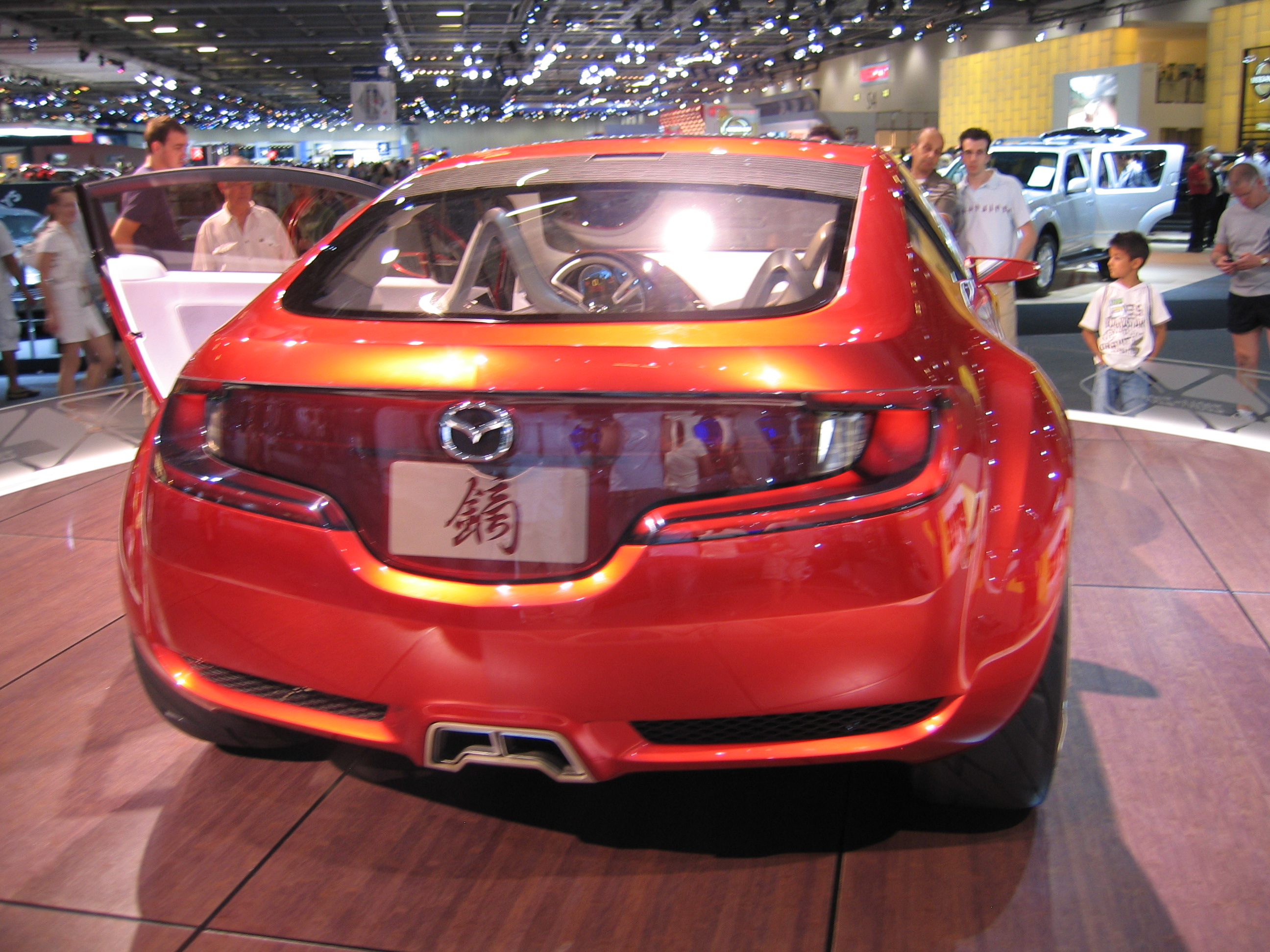
車尾
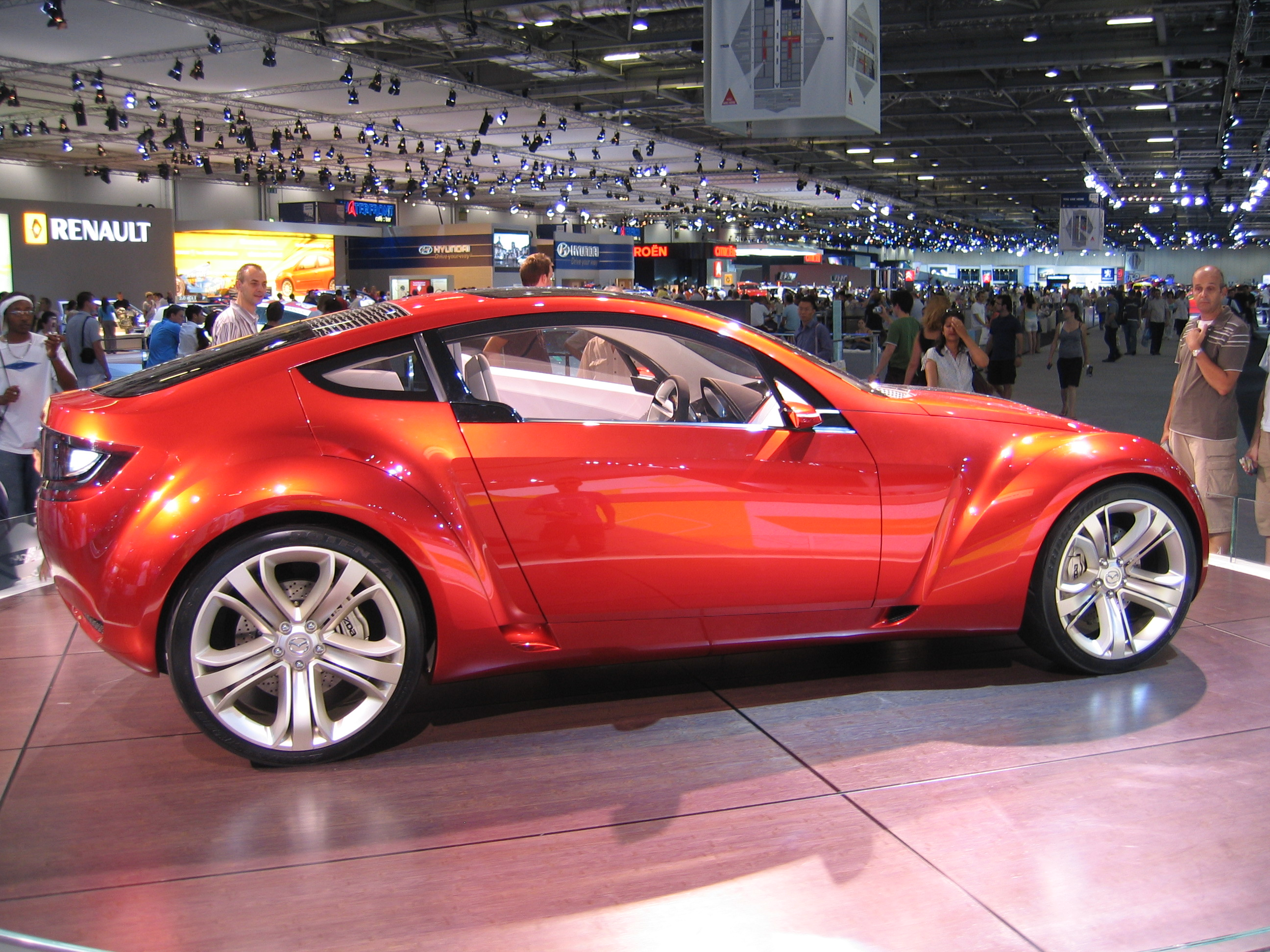
車側
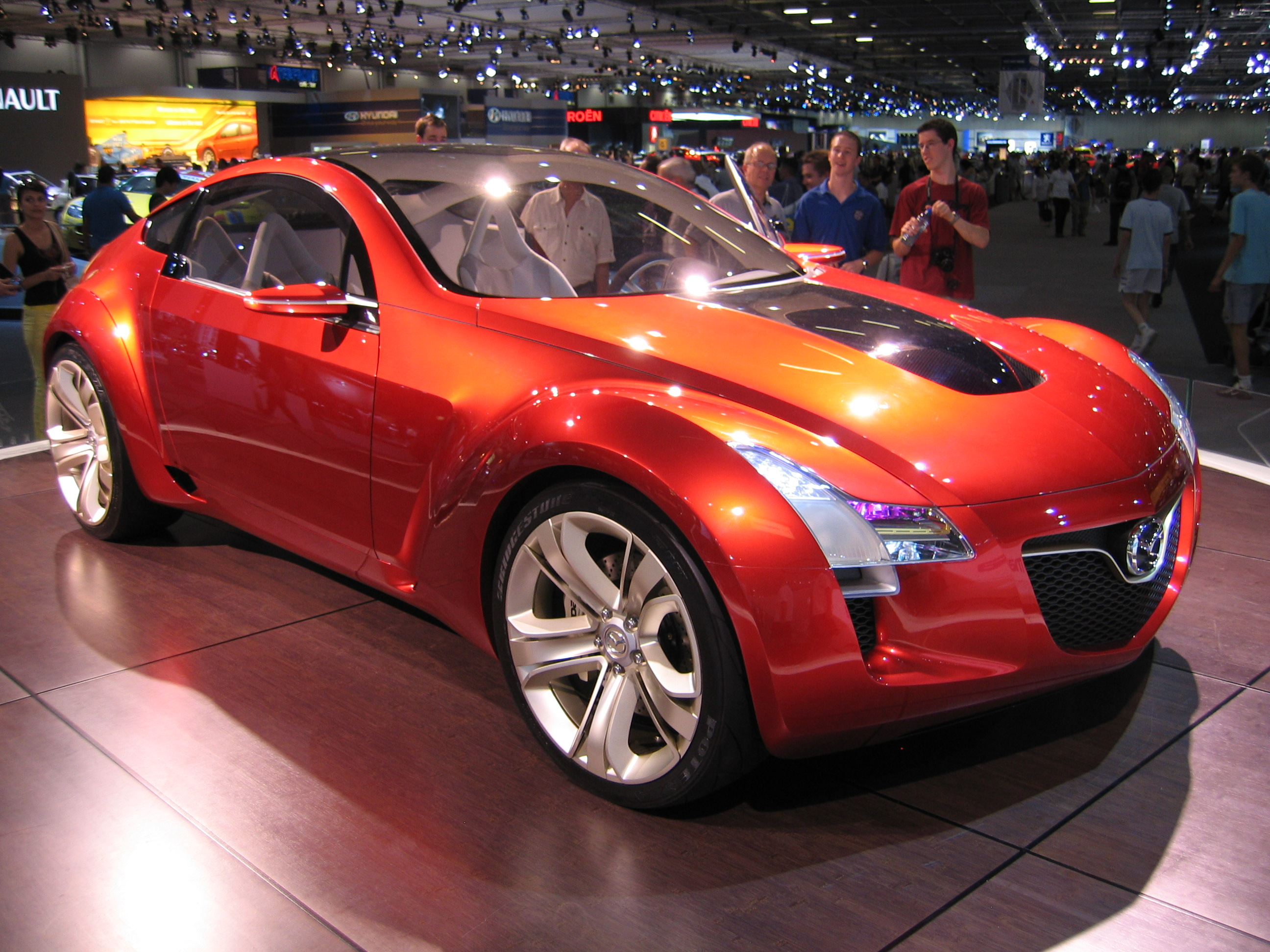
車頭
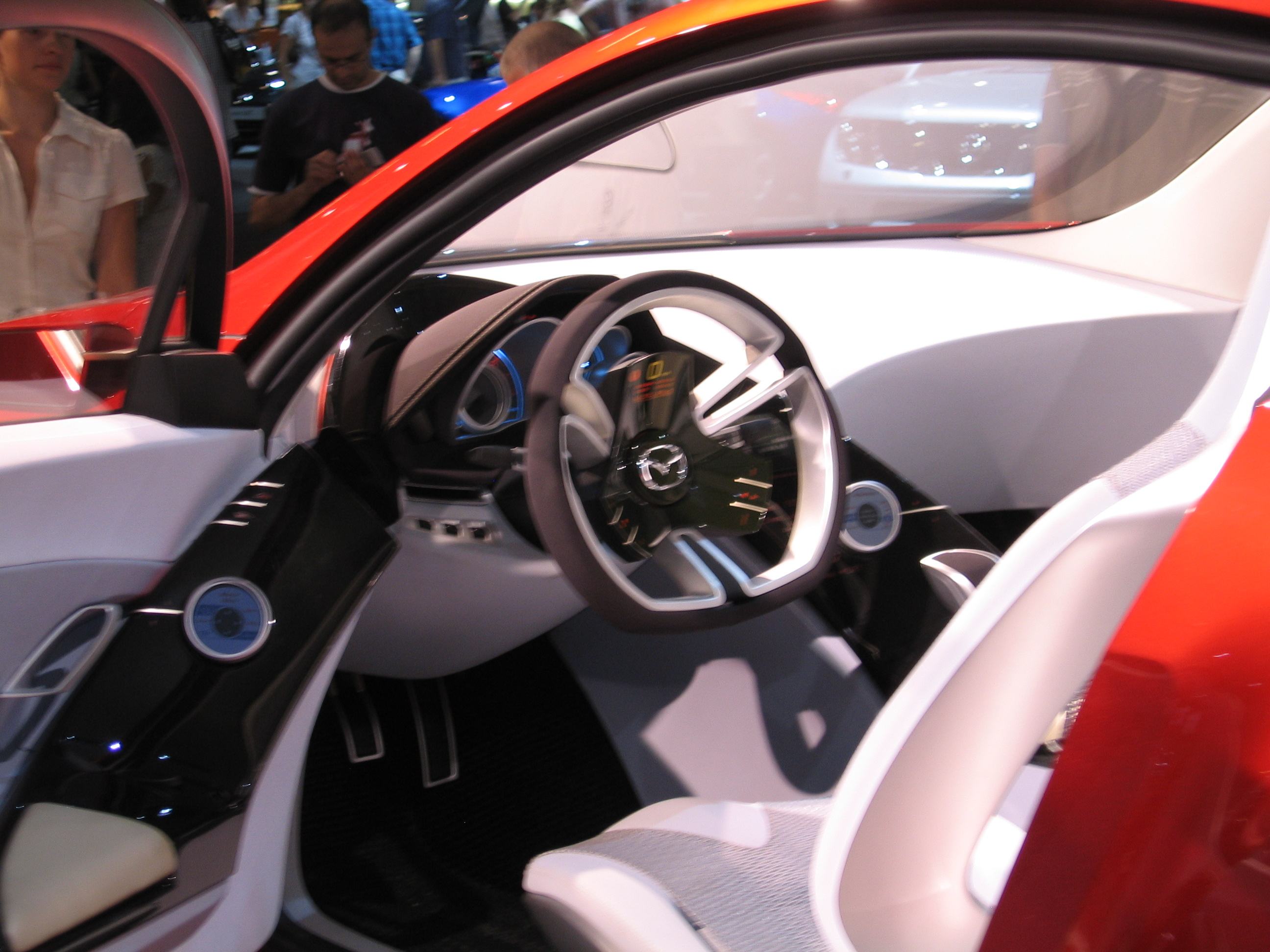
車室內裝

## 外部連結
- （日語） 馬自達官方網站新聞稿
- （英文） 美國官方網站 （页面存档备份，存于）